# Chloé Zhao

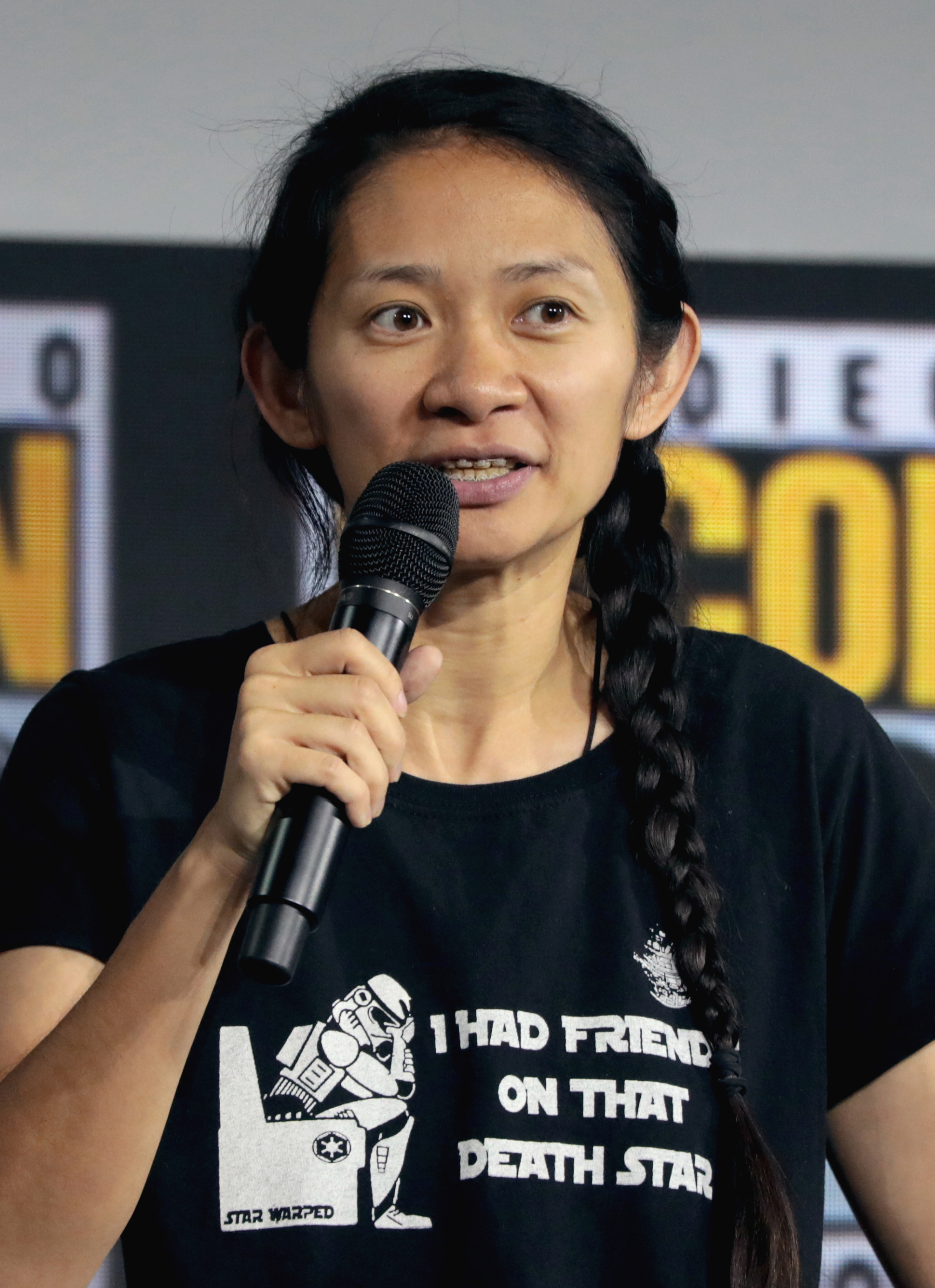
Chloe Zhao auf der San Diego Comic-Con 2019

Chloé Zhao (chinesisch 赵婷, Pinyin Zhào Tíng; * 31. März 1982 in Peking) ist eine vor allem in den USA tätige chinesische Filmregisseurin, Drehbuchautorin, Filmeditorin und Filmproduzentin. Im Rahmen der Oscarverleihung 2021 wurde sie für die Regie bei ihrem Film Nomadland ausgezeichnet, dem Siegerfilm der Preisverleihung.

## Leben
Chloé Zhao wurde in Peking geboren. Ihre Mutter war Krankenschwester, ihr Vater Topmanager bei der Shougang Group, einem der größten Stahlunternehmen Chinas. Als sich ihre Eltern scheiden ließen, kam sie in eine weiterführende Schule. Der Vater heiratete später erneut; dadurch wurde die Sitcom-Schauspielerin Song Dandan (宋丹丹) ihre Stiefmutter. Danach besuchte sie ein Internat in England und studierte Politikwissenschaft am Mount Holyoke College in Massachusetts, wo sie 2005 ihren Abschluss erhielt, mit Film als Nebenfach. Weiter studierte sie Filmproduktion an der New Yorker Tisch School of the Arts. Ihr Regiedebüt Songs My Brothers Taught Me wurde 2015 beim Sundance Film Festival und hiernach bei den Filmfestspielen in Cannes gezeigt. Ihren von Kritikern hochgelobten zweiten Film, den modernen Western The Rider, stellte sie im Mai 2017 in Cannes in der Nebenreihe Quinzaine des Réalisateurs vor.
Ihr dritter Spielfilm Nomadland, eine Adaption des 2017 erschienenen Buchs Nomaden der Arbeit: Überleben in den USA im 21. Jahrhundert aus der Feder der amerikanischen Journalistin Jessica Bruder, mit Frances McDormand in der Hauptrolle, gewann bei den Internationalen Filmfestspielen von Venedig mit dem Goldenen Löwen den Hauptpreis des Festivals. Darüber hinaus feierte der Film im September 2020 in einer gleichzeitigen Vorführung beim Toronto International Film Festival seine Premiere und gewann dort den People's Choice Award. Am Abend desselben Tages wurde der Film beim Telluride Film Festival vorgestellt und später beim New York Film Festival gezeigt. Aus dem IndieWire Critics Poll 2020 ging Zhao für ihre Regiearbeit als Erstplatzierte hervor. Auch gewannen der Film und Zhao als Regisseurin den Golden Globe Award. Damit ist Zhao die zweite Frau (und die erste Frau ostasiatischer Herkunft) in der langen Geschichte der Golden Globes, die diese renommierte Auszeichnung erhielt. Bei der Oscarverleihung 2021 erzielte Nomadland drei Oscars und drei Nominierungen, wobei Zhao selbst in den Kategorien Beste Regie und Bester Film gewann. Auch hier war sie erst die zweite Frau, welche den Regie-Preis bekam. Außerdem wurde sie für Oscars in den Kategorien Bestes adaptiertes Drehbuch und Bester Schnitt nominiert.
Mehrfach arbeitete sie mit dem Kameramann Joshua James Richards zusammen, mit dem sie auch privat eine Beziehung einging.
Im Jahr 2021 wurde sie in die Wettbewerbsjury der 78. Filmfestspiele von Venedig berufen. Im selben Jahr kam ihr Film Eternals, der Teil des Marvel Cinematic Universe ist, in die Kinos. 2023 wurde Zhao in die American Academy of Arts and Sciences gewählt.
Chloé Zhao lebt in Ojai in Kalifornien.

## Boykott in China
In ihrem Heimatland China wird Chloé Zhao inzwischen weitgehend boykottiert. Nach ihrem Gewinn des Golden Globe Award und des Oscars für Nomadland wurde in den staatlich kontrollierten Medien Chinas nicht über Zhao berichtet. Ebenso wurden alle Einträge den Film betreffend im Online-Dienst Weibo gelöscht. Ihre Filme laufen nicht in chinesischen Kinos und sind auf Streamingplattformen nicht abrufbar. Hintergrund ist ein mehrere Jahre altes Interview, in dem sich Chloé Zhao kritisch gegenüber dem politisch-gesellschaftlichen Klima in ihrem Heimatland geäußert hatte.

## Filmografie (Auswahl)
- 2008: Post (Kurzfilm, Regie und Drehbuch)
- 2009: The Atlas Mountains (Kurzfilm, Regie und Drehbuch)
- 2010: Daughters (Kurzfilm, Regie und Drehbuch)
- 2015: Songs My Brothers Taught Me (Regie und Drehbuch)
- 2017: The Rider (Regie und Drehbuch)
- 2020: Nomadland (Regie, Drehbuch und Produktion)
- 2021: Eternals (Regie und Drehbuch)

## Auszeichnungen (Auswahl)
Boston Society of Film Critics Award
- 2020: Auszeichnung für die Beste Regie (Nomadland)[15]

British Academy Film Award
- 2021: Auszeichnung für die Beste Regie (Nomadland)
- 2021: Nominierung für das Beste adaptierte Drehbuch (Nomadland)
- 2021: Nominierung für den Besten Schnitt (Nomadland)[16]

Critics’ Choice Movie Award
- 2021: Auszeichnung für die Beste Regie (Nomadland)
- 2021: Auszeichnung für das Beste adaptierte Drehbuch (Nomadland)
- 2021: Nominierung für den Besten Schnitt (Nomadland)

Festival des amerikanischen Films
- 2015: Nominierung für den Grand Special Prize (Songs My Brothers Taught Me)
- 2017: Auszeichnung mit dem Grand Special Prize (The Rider)

Filmfest Hamburg
- 2017: Auszeichnung mit dem Art Cinema Award (The Rider)
- 2017: Nominierung für den Sichtwechsel-Filmpreis (The Rider)[17]

Golden Globe Award
- 2021: Auszeichnung für die Beste Regie (Nomadland)
- 2021: Nominierung für das Beste Drehbuch (Nomadland)

Independent Spirit Award
- 2021: Auszeichnung für die Beste Regie (Nomadland)[18]

Internationale Filmfestspiele von Cannes
- 2015: Nominierung für die Caméra d’Or (Songs My Brothers Taught Me)
- 2017: Auszeichnung mit dem C.I.C.A.E. Award (The Rider)

Internationale Filmfestspiele von Venedig
- 2020: Auszeichnung mit dem Goldenen Löwen (Nomadland)

London Critics’ Circle Film Award
- 2021: Auszeichnung für das Beste Drehbuch (Nomadland)
- 2021: Nominierung für die Beste Regie (Nomadland)[19][20]

Los Angeles Film Critics Association Award
- 2020: Auszeichnung  für die Beste Regie (Nomadland)[21]

New York Film Critics Circle Award
- 2020: Auszeichnung für die Beste Regie (Nomadland)[22]

Oscar
- 2021: Auszeichnung als Bester Film (Nomadland)
- 2021: Nominierung für das Beste adaptierte Drehbuch (Nomadland)
- 2021: Auszeichnung für die Beste Regie (Nomadland)
- 2021: Nominierung für den Besten Schnitt (Nomadland)

Palm Springs International Film Festival
- 2021: Auszeichnung als Regisseurin des Jahres (Nomadland)[23]

Toronto International Film Festival
- 2020: Auszeichnung mit dem Grolsch People’s Choice Award (Nomadland)